# 印加旗幟

科利亞蘇尤的印加旗幟，2009年起與「三色旗」同為玻利維亞國旗。

印加旗幟是一種紋章，經常被用為旗幟，用作代表安第斯山脈的不同美洲原住民。他們包括今天的玻利維亞、秘魯、厄瓜多爾以及一部分的阿根廷、智利和哥倫比亞。在現代，他們包括數個樣式，以代表印加帝國以及它以前的四個「蘇尤」地區。
庫斯科的印加旗幟有七條橫條，代表彩虹裏的顏色。
不同「蘇尤」的印加旗幟是由七種顏色方格對角排列成七乘七而排湊而成，而準確的排列次序則由該旗幟所代表的「蘇尤」而定。對角線上方格的顏色則代表其中一個「蘇尤」：白色代表科利亞蘇尤，黃色代表孔蒂蘇尤，紅色代表欽察蘇尤，而綠色代表安蒂蘇尤。安蒂蘇尤亦有另一個印加旗幟圖案。此外，圖帕克·卡塔里和圖帕克·卡塔里游擊隊也使用印加旗幟。
玻利維亞憲法第六條第二部分把科利亞蘇尤印加旗幟與「三色旗」一起列為國旗。

## 歷史
在現代，印加旗幟是印加帝國的象徵。在秘魯，厄瓜多爾和玻利維亞是印加遺產的象徵。而究竟印加帝國或「四方之地」的旗幟是否存在仍存有爭議。有16世紀和17世紀的記載支持印加有旗幟的說法，不過其來源是由安第斯數千年以來不同文化的象徵而演變而成。
弗朗西斯科·洛佩斯赫雷斯（西班牙語：Francisco López de Jerez）於1534記下：
他們全都分隊由他們的隊長和旗幟指揮，好像土耳其人般有序。
().
瓜蔓·波馬於1615年出版的書籍上劃了數個印加旗幟的圖案。
於瑞典哥德堡的世界文化博物館有一面經過放射性碳定年法後確定是來自11世紀的印加旗幟。它來自蒂亞瓦納科，是一名Kallawaya醫藥人墓的一部分。

## 七種顏色
印加旗幟的七種顏色是取自可見光譜。以下是每種顏色的意義：
- 紅色：地球及安第斯人
- 橙色：社會及文化
- 黃色：能量
- 白色：時間
- 綠色：天然資源
- 藍色：天
- 紫色：安第斯政府及民族自決

## 「蘇尤」旗幟

科利亞蘇尤
孔蒂蘇尤
欽察蘇尤
安蒂蘇尤
安蒂蘇尤的另一個旗幟

### 其它

圖帕克卡塔（英语：Túpac Katari）
圖帕克卡塔的另一個旗幟

## 外部連結
- Wiphala Emblems
- Emblema Nacional del Pusinsuyo = Tawantinsuyo
- History of Wiphala
- "Guaman Poma - El Primer Nueva Crónica Y Buen Gobierno"（页面存档备份，存于） – A high-quality digital version of the Corónica, scanned from the original manuscript. Has numerous line drawings that illustrate both Inca flags and Spanish flags.